# Laedolimicola
Laedolimicola es un género de bacterias de la familia Lachnospiraceae. Actualmente (2023) sólo contiene una especie: Laedolimicola ammoniilytica. Fue descrita en el año 2022. Su etimología hace referencia a heces de pájaro. El nombre de la especie hace referencia a degradación de amoníaco. Se ha aislado de heces humanas, y se ha detectado en el intestino de pollos. Produce propionato. Tiene un contenido de G+C de 49,8%.